# Lascoria arenosa
Lascoria arenosa là một loài bướm đêm thuộc họ Noctuidae. Nó được tìm thấy ở Nam Mỹ, bao gồm Surinam.